# Hampton Court Palace
Hampton Court Palace is een voormalige koninklijke residentie in het zuidwesten van Groot-Londen, gelegen aan de Theems in de borough Richmond upon Thames. Onderhoud en beheer is in handen van Historic Royal Palaces.

## Geschiedenis
De geschiedenis van Hampton Court kan worden nagetrokken tot in 1086, wanneer het landgoed van "Hamtone" werd beschreven in het Domesday Book. Rond het midden van de 13e eeuw was het in handen van de Hospitaalridders, die er een herenhoeve exploiteerden op de plaats waar het huidige paleis zich bevindt. In 1338 werd de hoeve aangepast om er hoge gasten te kunnen ontvangen; een en ander had wellicht te maken met de naburige verblijfplaats van Eduard de Zwarte Prins in Richmond.
Toen Hendrik VII Tudor deze residentie van Richmond liet herbouwen, verbleef zijn zwangere echtgenote Elizabeth van York in januari 1503, kort voor haar dood (in het kraambed), gedurende één week op het landgoed van Hampton. Twee jaar later werd het domein verpacht aan Giles Daubeney, de Lord Chamberlain van Hendrik VII, die er graag verbleef. Op 24 juni 1514 kwam Hampton uiteindelijk in handen van kardinaal Thomas Wolsey. Deze had al lange tijd zijn oog laten vallen op het prachtige landgoed, dat hij, op advies van zijn lijfartsen, wenste uit te bouwen tot zijn weelderige residentie. In 1514 begonnen de bouwwerken (tot 1521) van wat één der prachtigste paleizen in Europa moest worden, opgetrokken in de zogenaamde Tudorgotiek. Het paleis en de omringende tuinen vielen erg in de smaak van koning Hendrik VIII, die zich bij zijn talrijke bezoeken vaak op nadrukkelijke wijze liet ontvallen dat hij het wel een aardige attentie zou vinden indien de kardinaal het hele landgoed aan zijn vorst zou schenken… En toen Wolsey er niet in slaagde de pauselijke goedkeuring te verkrijgen voor Hendriks plannen om zijn huwelijk met Catharina van Aragon op morele gronden te laten ontbinden, bleef er hem géén andere keuze dan afstand te doen van Hampton Court en het aan zijn koning te schenken, om zijn hachje te redden. Hendrik VIII liet het paleis vervolgens nog uitbreiden naar de smaak van zijn tweede echtgenote Anna Boleyn.

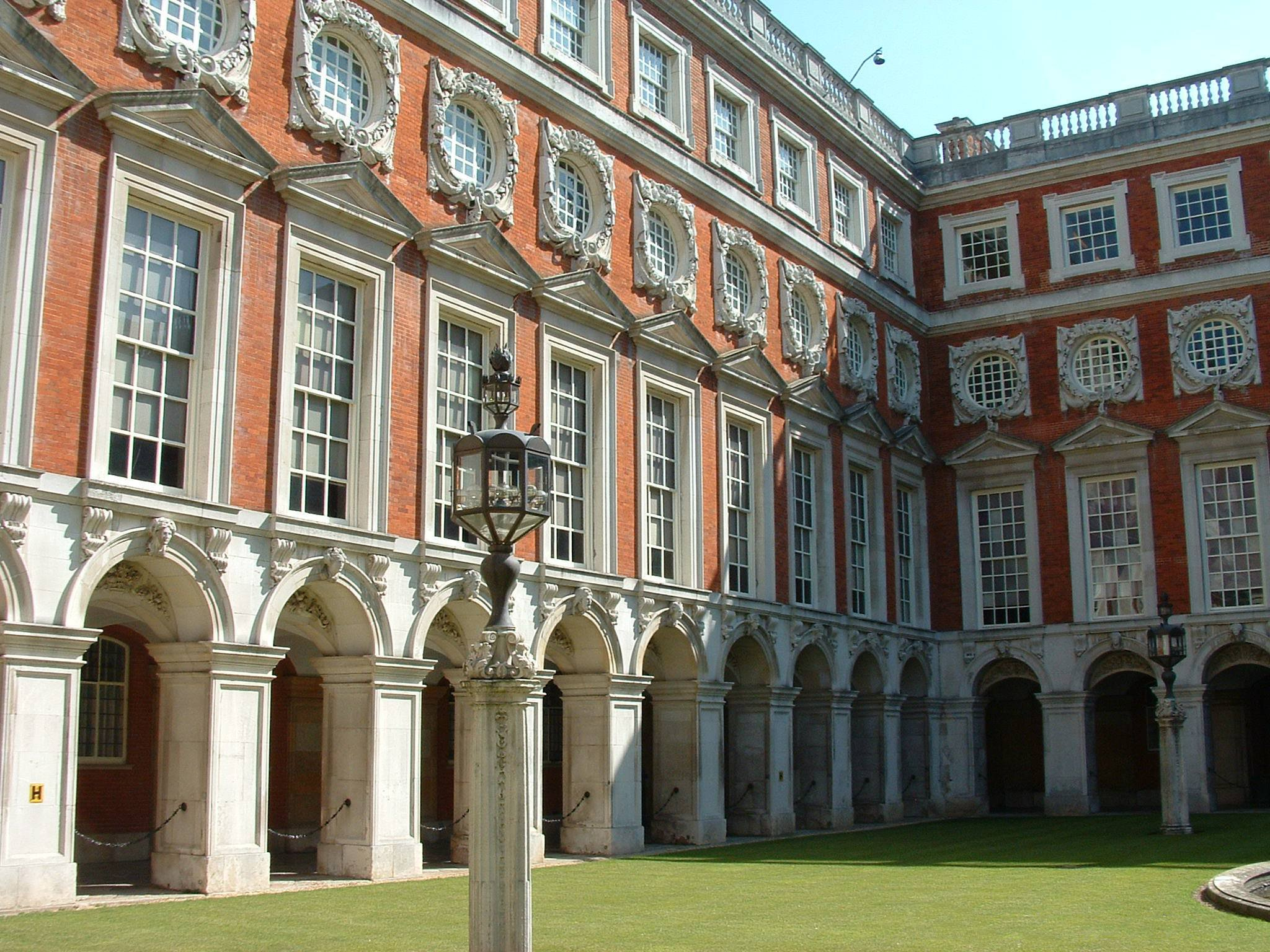
Fountain Court: een deel van de verbouwingen door Christopher Wren

Het was in Hampton Court dat Jane Seymour, Hendriks derde vrouw, op 12 oktober 1537 haar langverwachte zoon Eduard baarde. Zij zou er ook enkele dagen later overlijden ten gevolge van postnatale verwikkelingen.
In 1604 belegde koning Jacobus I in Hampton Court een belangrijke ontmoeting met een delegatie van Engelse puriteinen (de Hampton Court Conference).  Deze conferentie leidde tot de publicatie van de King James Bible in 1611.
Tijdens de burgeroorlog werd Karel I er gevangen gehouden van 24 augustus tot 11 november 1647, en na diens executie werd het paleis als verblijfplaats toegewezen aan Oliver Cromwell.
150 jaar na de dood van Hendrik VIII besloot het koningspaar Willem en Maria de residentie van Hampton Court te verbouwen en uit te breiden. Ze vertrouwden de supervisie toe aan Christopher Wren, die een aanzienlijk deel van de gebouwen uit de Tudortijd liet neerhalen, maar na de dood van zijn echtgenote verloor Willem zijn belangstelling voor het project. Maar het was alleszins in Hampton Court dat hij in 1702 van zijn paard viel, en daarbij zijn sleutelbeen brak. Hij zou een tijdje later overlijden aan de gevolgen van dit ongeval (in Kensington Palace).
Ook zijn opvolgers verbleven er bij voorkeur, maar sinds 1760 verkoos George III niet langer te resideren in Hampton Court. De verdreven stadhouder Willem V van Oranje-Nassau woonde rond 1799 in Hampton Court Palace. Onder koningin Victoria werd het paleis een museum.

## Trivia
- Hampton Court was de start en finish van de individuele tijdrit wegwielrennen van de Olympische Zomerspelen 2012.

## Afbeeldingen

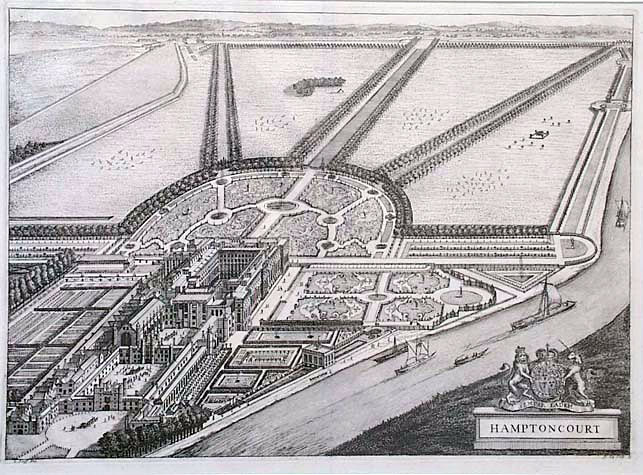
Hampton Court Palace met tuinen, 1708
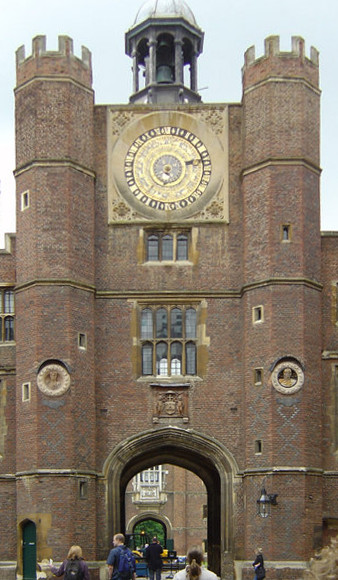
De klokkentoren van Hampton Court Palace
De doolhof van Hampton Court Palace heeft de vorm van een trapezium
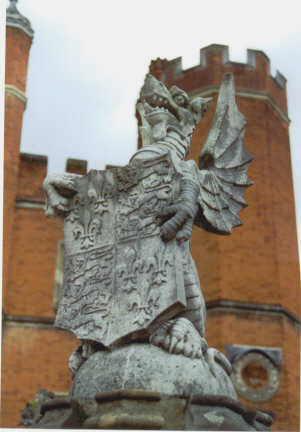
Een van de twaalf heraldische dierenstandbeelden (Welsh dragon) die het oude Tudor-gedeelte van Hampton Court Palace bewaken

## Geboren
- Eduard VI van Engeland (1537-1553), koning van Engeland en Ierland (1547-1553)

## Trivia
Hampton Court is ook de titel van een roman van Menno ter Braak uit 1931.
- Bibsys: 98064471
- Catàleg d'autoritats de noms i títols de Catalunya: 981058604926706706
- Gemeinsame Normdatei: 5049590-2
- International Standard Name Identifier: 0000 0001 2167 108X
- Library of Congress Control Number: sh85058594
- MusicBrainz: 44e52a98-2632-46b0-8f7b-912f5c89d232
- Nationale Bibliotheek van Tsjechië: xx0187571
- Nationale bibliotheek van Australië: 36219459
- Nationale Bibliotheek van Israël: 987007295422805171
- Réseau des bibliothèques de Suisse occidentale: 02-A022419813
- Union List of Artist Names: 500301807
- Virtual International Authority File: 137923615